# Oligohidramnion
Oligohidramnion je stanje koje označava smanjenu količinu plodne vode u odnosu na uobičajenu količinu, za određenu gestacijsku dob (manje od 500 mL plodne vode). 
Uzroci oligohidroamniona mogu biti poremećaji u razvoju fetusa koji mogu smanjiti proizvodnju plodne vode ili izlučivanje plodne vode iz fetusa (npr. ageneza bubrega). 
Maternica je manja u odnosu za normalnu veličinu u toj gestacijskoj dobi. Pomoću ultrazvuka može se potvrditi smanjen količina plodne vode. 
Anhidramnion je stanje u kojemu nema plodne vode.